# Фабия Фусцинела
Вижте пояснителната страница за други личности с името Фабия.
Фабия Фусцинела (на латински: Fabia Fuscinella; * ок. 190 г.) е римска благородничка от края на 2 и началото на 3 век.

## Биография
Дъщеря е на Квинт Фабий (* ок. 165) и Фусцинела (* ок. 165), която е дъщеря на Публий Сей Фусциан (суфектконсул 151 г., консул 188 г.; praefectus urbi на Рим 189 г.) и сестра на Сей, който става баща на узурпатора през 227 г. Сей Салусций Макрин, който е баща на Салусция Орбиана (съпругата на император Александър Север).
Фабия се омъжва за Клодий Целсин (* ок. 185), който е син на Марк Клодий Макрин Хермогениан и внук на Марк Клодий Макриний Виндекс Хермогениан (проконсул на Африка ок. 200 г.). Тя ражда около 210 г. син Квинт Фабий Клодий Агрипиан Целсин (Quintus Fabius Clodius Agrippianus Celsinus), който през 249 г. е проконсул на Кария.
Прародител е на Клодий Целсин Аделфий (praefectus urbi 351 г.) и синовете му Квинт Клодий Хермогениан Олибрий (консул 379 г.) и Фалтоний Проб Алипий (praefectus urbi 391 г.).